# Словарь нидерландского языка
Слова́рь нидерла́ндского языка́ (нидерл. Woordenboek der Nederlandsche Taal, WNT) — самый крупный словарь нидерландского языка. Идея создания словаря была провозглашена на конгрессе нидерландистов в Генте в 1849 году. В 1864, после сбора и обработки большого количества материала де Врисом и Винкелем был издан первый том словаря.
Правописание Словаря нидерландского языка с 1863 года не менялось, несмотря на то что неоднократно менялось правописание самого языка. В настоящий момент словарь включает 400 000 слов и около 1 700 000 цитат. Объём — 49 255 страниц (40 томов).